# Portugal i olympiska vinterspelen 1998
Portugal deltog med två deltagare vid de olympiska vinterspelen 1998 i Nagano. Ingen av landets deltagare erövrade någon medalj.